# Moniz Bandeira
Luiz Alberto de Vianna Moniz Bandeira GCRB (Salvador, 30 de dezembro de 1935 — Heidelberg, 10 de novembro de 2017) foi um professor universitário, cientista político e historiador brasileiro, especialista em política exterior do Brasil e suas relações internacionais, principalmente com a Argentina e os Estados Unidos, sendo autor de várias obras, publicadas no Brasil e na Argentina, bem como em outros países. Encontrava-se radicado na cidade alemã de Heidelberg, onde era cônsul honorário do Brasil.
Em 2015 foi indicado ao Prêmio Nobel de Literatura pela União Brasileira de Escritores (UBE), em reconhecimento pelo seu trabalho como "intelectual que vem repensando o Brasil há mais de 50 anos", segundo o presidente da UBE Joaquim Maria Botelho.
Em 2016 foi homenageado na sede da União Brasileira de Escritores (UBE), com o grande seminário "80 anos de Moniz Bandeira", ocasião em que sua extraordinária e abrangente obra foi destacada por importantes personalidades do meio acadêmico, político e diplomático.

## Biografia
Descendente de tradicionais famílias da aristocracia de Portugal e da Bahia, sendo descendente inclusive de Garcia D'Ávila, da Casa da Torre, filho de Custódio Ferreira de Vianna Bandeira Filho e Ophélia Moniz de Aragão Dias Lima Bandeira. É o segundo barão de São Marcos (D. Duarte Pio de Bragança, Duque de Bragança, Chefe da Casa Real Portuguesa, ouvindo o Conselho de Nobreza, reconheceu a Luiz Alberto Dias Lima de Vianna Moniz Bandeira o direito ao uso do título de Barão de São Marcos, mediante alvará, datado de 18 de março de 1995, Proc° n° 1617, folhas 52 do Livro Dois, do Conselho de Nobreza, constante em Boletim Oficial do Conselho de Nobreza – Títulos (1948-1998), Lisboa, 2000, p. 181. O Conselho de Nobreza de Portugal, em harmonia com a Ordem Régia de 6 de maio de 1986, também reconheceu ao atual Barão de São Marcos, Luiz Alberto Dias Lima de Vianna Moniz Bandeira, o direito ao uso do brasão de armas e fidalguia).
Moniz Bandeira, aos dezenove anos, mudou-se para o Rio de Janeiro, onde publicou, em 1956, seu primeiro livro, um livro de poemas, intitulado Verticais. Formado em direito, doutorou-se em Ciência Política pela Universidade de São Paulo, com a tese O papel do Brasil na Bacia do Prata, posteriormente publicada como livro, com o título A expansão do Brasil e formação dos Estados na Bacia do Prata.
Enquanto estudava Direito no Rio de Janeiro, trabalhou em importantes jornais como o: Correio da Manhã e o Diário de Notícias. Aos 25/26 anos, Moniz Bandeira publicou seus primeiros livros de ensaio político, intitulado O 24 de Agosto de Jânio Quadros (1961), sobre a renúncia do presidente Jânio Quadros, e O Caminho da Revolução Brasileira, no qual defendeu a tese de que o Brasil já era um país com uma economia capitalista madura, pois esta a produzir e exportar mais bens industrializados que produtos primários e previu o golpe militar de 1964.

### Militância política
Àquele tempo, desenvolveu intensa atividade política, havendo sido assessor político do deputado federal Sérgio Magalhães, do Partido Trabalhista Brasileiro e presidente da Frente Parlamentar Nacionalista. Filiado ao Partido Socialista Brasileiro, dentro do qual foi um dos organizadores da corrente denominada Política Operária (Polop), asilou-se no Uruguai, acompanhando o presidente João Goulart, em consequência do golpe militar no Brasil, em 1964. Algum tempo depois, voltou clandestinamente ao Brasil e esteve dois anos (1969-1970 e 1973) como preso político, por ordem do Cenimar (Centro de Informações da Marinha).
Mesmo perseguido pelo regime militar e na clandestinidade, Moniz Bandeira não cessou suas atividades literárias e de pesquisa. Em 1967, após haver retornado do Uruguai e vivido clandestinamente em São Paulo, publicou O Ano Vermelho – Revolução Russa e seus Reflexos no Brasil, com a colaboração de Clóvis Melo e A. T. Andrade. E, em 1973, quando ele já estava outra vez preso, a Editora Civilização Brasileira lançou sua obra Presença dos Estados Unidos no Brasil (Dois séculos de História) , que se tornou um clássico na área de relações internacionais e também foi traduzido para o russo e publicado na extinta União Soviética.

### Depois da cadeia
Ao sair da prisão, às vésperas do Natal de 1973, Luiz Alberto Moniz Bandeira retomou sua atividade acadêmica e passou a lecionar na Escola de Sociologia e Política de São Paulo e e fez seu doutoramento em ciência política na Universidade de São Paulo. Recebeu então uma bolsa da Fundação Ford e foi pesquisar sobre a Bacia do Prata nos arquivos da Argentina, Uruguai e Paraguai.  E, em 1977, com uma bolsa pós-doutorado (Post-Doctoral Fellowship) do Social Science Research Council e Joint Committee on Latin-American Studies of the American Council of Learned Societies, dos Estados Unidos, viajou para Washington, Paris e Londres a fim de continuar suas pesquisas.
Seu livro O Governo João Goulart - As lutas sociais no Brasil (1961-1964), publicado também pela Civilização Brasileira, enquanto ele residia na Europa, em 1977, foi best-seller durante seis meses. E, ao retornar, em 1979, lecionou na Pontifícia Universidade Católica do Rio de Janeiro, onde foi um dos fundadores do Instituto de Relações Internacionais, e organizou a pós-graduação lato-sensu em ciência política no Instituto Metodista Bennett (Rio de Janeiro).
Luiz Alberto Moniz Bandeira deu assistência ao ex-governador do Rio Grande do Sul, Leonel Brizola, quando ele foi expulso do Uruguai, em 1977, e foi para os Estados Unidos, e promoveu para ele os contatos com os dirigentes da social-democracia européia Internacional socialista, entre os quais Mário Soares, François Mitterrand e Willy Brandt.
Entre 1981 e 1982, foi pesquisador associado de projeto sobre cooperação e conflito na Bacia do Prata, dirigido pelo professor Dieter Nohlen, do Institut für Politische Wissenschaft (Instituto de Ciência Política) da Universidade de Heidelberg, onde passou alguns meses com uma bolsa do Deutscher Akademischer Austauschdienst (DAAD) e conheceu Margot Elisabeth Bender, de nacionalidade alemã, com quem se casou e teve um filho, Egas.
Com a eleição de Leonel Brizola para o governo do Estado do Rio de Janeiro, Luiz Alberto Moniz Bandeira foi nomeado Diretor-Superintendente do Instituto Estadual de Comunicação (INECOM) e da Rádio Roquette Pinto, órgãos do Estado, e passou a lecionar na Universidade do Estado do Rio de Janeiro (UERJ) e na Escola de Administração Pública do Estado do Rio de Janeiro.

### Atividades acadêmicas
De 1974 a 1976, atuou como professor de  ciência política na Fundação Escola de Sociologia e Política de São Paulo (FESPSP).
Entre os anos de 1979 e 1983, lecionou no Instituto Metodista Bennet e na Pontifícia Universidade Católica do Rio de Janeiro.
Após um período como professor no Instituto Superior de Estudos Brasileiros e Internacionais (UERJ), Moniz Bandeira, em 1987, transferiu sua residência para Brasília para assumir, por concurso público, o cargo de professor titular de História da Política Exteriores do Brasil. Com o apoio da Fundação Friedrich Ebert, da Alemanha, e do Conselho de Desenvolvimento Científico e Tecnológico (CNPq), do qual era Pesquisador 1ª e consultor ad-hoc, continuou a realizar seu trabalho de pesquisa, que resultou em várias obras, como O Eixo Argentina-Brasil-O processo de Integração da América Latina (1967), Brasil-Estados Unidos: a rivalidade emergente (1989), entre outros.
Em 1995, aposentado, colaborou com o embaixador Samuel Pinheiro Guimarães, então diretor do Instituto de Pesquisa de Relações Internacionais (IPRI), do Itamaraty, na organização de um grande simpósio sobre as relações Brasil-Alemanha, com o apoio da Câmara de Comércio e Indústria Brasil-Alemanha. E em 1996 Moniz Bandeira mudou-se para a Alemanha, onde exerceu a função de Adido Cultural no Consulado-Geral do Brasil em Frankfurt, até 2002.
Moniz Bandeira foi professor visitante na Universidade de Heidelberg e Universidade de Colônia (Alemanha), Universidade de Estocolmo (Suécia), Universidade Federal de Uberlândia (Brasil), Universidade de Buenos Aires e Universidade Nacional de Córdoba (Argentina), bem como no Instituto Superior de Ciências Sociais e Políticas da Universidade Técnica de Lisboa.
Também foi conferencista visitante em universidades dos Estados Unidos, Inglaterra, Escócia, Portugal, França, Suécia, Itália, Argentina, Uruguai e Paraguai, bem como em várias universidades do Brasil.

### Intelectual do Ano
Embora aposentado e residindo na Alemanha, Moniz Bandeira não parou suas atividades de pesquisa e continuou a publicar diversas obras. Em 1998, lançou De Marti a Fidel: a revolução cubana e a América Latina. No ano 2000, publicou O Feudo – A Casa da Torre de Garcia d'Ávila (Da conquista dos sertões à independência do Brasil).
Em 2003, publicou Brasil, Argentina e Estados Unidos: Conflito e Integração na América do Sul (Da Tríplice Aliança ao Mercosul), traduzido para o espanhol e também publicado na Argentina em 2004, e, em 2004 publicou As Relações Perigosas: Brasil-Estados Unidos (De Collor a Lula).
Sua obra Formação do Império Americano (Da guerra contra a Espanha à guerra no Iraque), lançada em 2005, levou Moniz Bandeira a ganhar o Prêmio Juca Pato, eleito pela União Brasileira de Escritores (UBE), por aclamação, como Intelectual do Ano 2005. Em 2008 publicou o livro Fórmula para o Caos: a Derrubada de Salvador Allende.
Moniz Bandeira, que mora na Alemanha, é Doutor Honoris Causa pela Universidade Federal da Bahia e pela UniBrasil - Faculdades Integradas do Brasil, de Curitiba. É também portador da Bundesverdienst Kreuz (Erster Klasse), (Cruz do Mérito - Primeira Classe), conferida pelo governo da República Federal da Alemanha, Grande Oficial da Ordem de Rio Branco (Brasil) e comendador da Orden de Mayo (Argentina).  E sócio correspondente do Instituto Histórico e Geográfico do Brasil e da Academia de Letras da Bahia e da Ala - Academia de Letras e Artes, de Portugal (Monte-Estoril-Cascais).

## Críticas e controvérsias
Em 2007, Moniz Bandeira venceu ação judicial apresentada por conta de crítica ofensiva assinada por Reinaldo Azevedo, na qual o Judiciário entendeu que este extrapolou o direito de crítica e atacou a honra de Bandeira, condenando Azevedo e os outros réus ao pagamento de dezessete mil e quinhentos reais ao autor a título de indenização por danos morais. Ele também foi ativo na crítica do Fascismo internacional.

## Títulos e Prêmios
- 2015 – Grã-Cruz suplementar da Ordem de Rio Branco, presidente Dilma Rousseff. (promoção)[1]
- 2014 – Cidadão Santamarense, Câmara de Vereadores da Cidade de Santo Amaro da Purificação (Bahia).
- 2014 – Cavaleiro da Ordem de Nossa Senhora da Conceição de Vila Viçosa, Graça outorgada pelo Grã-Mestre, Dom Duarte, Duque de Bragança, Chefe da Casa Real Portuguesa.
- 2009 – Doutor Honoris Causa, Universidade Federal da Bahia.
- 2008 – Cidadão Honorário do Município do Rio de Janeiro, Câmara de Vereadores do Rio de Janeiro.
- 2007 – Comendador da Ordem do Mérito Cultural, República Federativa do Brasil, Ministério da Cultura.
- 2006 – Doutor Honoris Causa, Faculdades Integradas do Brasil, UniBrasil, Curitiba, Paraná.
- 2005 – Grande-Oficial suplementar da Ordem de Rio Branco, presidente Luiz Inácio Lula da Silva. (promoção)[8]
- 2005 – Comendador suplementar da Ordem de Rio Branco, presidente Luiz Inácio Lula da Silva. (admissão)[9]
- 2005 – Prêmio Juca Pato - intelectual do ano pelo livro Formação do Império Americano, União Brasileira de Escritores ? Folha de S.Paulo., União brasileira de Escritores, Folha de S.Paulo.
- 2004 – Prêmio Jabuti - 2º lugar na categoria ensaio pelo livro Brasil, Argentina Estados Unidos: conflito e integração na América do Sul (Da Tríplice Aliança ao Mercosul), RJ, Editora Revan., Câmara Brasileira do Livro.
- 2002 – Prêmio João Ribeiro, 1º lugar na categoria ensaio pelo livro O Feudo, A Casa da Torre de Garcia d'Ávila, Da conquista dos sertões à independência do Brasil, RJ, Ed. Civilização Brasileira, União Brasileira de Escritores.
- 1995 – Comendador da Ordem de Mayo, República Argentina.
- 1995 – Fidalgo de Cota de Armas de Sucessão por alvará do Conselho de Nobreza de Portugal, Conselho de Nobreza de Portugal.
- 1995 – Medalha do Mérito Pedro Ernesto, Câmara Municipal do Rio de Janeiro.
- 1994 – Medalha Tiradentes, Assembleia Legislativa do Estado do Rio de Janeiro.
- 1993 – Comendador da Ordem de Rio Branco, República Federativa do Brasil.[carece de fontes?]
- 1992 – Cruz do Mérito - Primeira Classe - Da Ordem do Mérito (Das Verdienstkreuz - 1 Klasse - Das Verdienstordens Der Bundes - Republik Deutschland), República Federal da Alemanha.
- 1982 – Doutor em Ciência Política pela Universidade de São Paulo.

## Principais obras
- 2016 - A Desordem Mundial. O Espectro da Total Dominação. Rio de Janeiro, Editora Civilização Brasileira, 644 pp.
- 2013 - A Segunda Guerra Fria. Geopolítica e Dimensão Estratégica dos Estados Unidos. Rio de Janeiro, Editora Civilização Brasileira, 714 pp.
- 2009 - Poética. Rio de Janeiro, Editora Record, 144 pp.
- 2005 - Formação do Império Americano (Da guerra contra a Espanha à guerra no Iraque). Rio de Janeiro, Editora Civilização Brasileira, 854 pp. Obra traduzida e publicada na China e na Argentina.
- 2004 - As Relações Perigosas: Brasil-Estados Unidos (De Collor de Melo a Lula). Rio de Janeiro, Editora Civilização Brasileira, 417 pp.
- 2003 - Brasil, Argentina e Estados Unidos (Da Tríplice Aliança ao Mercosul). Rio de Janeiro, Editora Civilização Brasileira, 920 pp. Obra traduzida e publicada na Argentina.
- 2000 – O Feudo – A Casa da Torre de Garcia d’Ávila: da conquista dos sertões à independência do Brasil. Rio de Janeiro, Editora Civilização Brasileira, 601 pp.
- 1999 – Brasil – Estados Unidos no Contexto da Globalização, vol. II (2ª. revista, aumentada e atualizada de Brasil-Estados Unidos: A Rivalidade Emergente. São Paulo, Editora SENAC, 224 pp.
- 1998 – De Martí a Fidel – A Revolução Cubana e a América Latina. Rio de Janeiro, Editora Civilização Brasileira, 687 pp.
- ____ Brasil – Estados Unidos no Contexto da Globalização, vol. I (Terceira edição revista de Presença dos Estados Unidos no Brasil – Dois Século de História e Brasil. São Paulo, Editora SENAC, 391 pp.
- 1995 – Brasil e Alemanha: A Construção do Futuro. Brasília, Instituto de Pesquisa de Relações Internacionais / Fundação Alexandre de Gusmão, 697 pp.
- 1994 – O “Milagre Alemão” e o Desenvolvimento do Brasil - As Relações da Alemanha com o Brasil e a América Latina (1949-1994).  São Paulo, Editora Ensaio, 246  pp. Obra traduzida para o alemão: Das Deustche Wirtschaftswunder und die Brasilien Entwicklung, Frankfurt, Vervuert Verlag, 1995.
- 1993 – Estado Nacional e Política Internacional na América Latina - O Continente nas Relações Argentina - Brasil. São Paulo, Editora Ensaio, 304 pp; 2ª.  ed., 1995, 336 pp. 1995.
- 1992 – A Reunificação da Alemanha - Do Ideal Socialista ao Socialismo Real - São Paulo, Editora Ensaio, 182 pp. 2ª. ed. revista, aumentada e atualizada, 2001, Editora Global/Editora da Universidade de Brasília, 256 pp.
- 1989 – Brasil - Estados Unidos : A Rivalidade Emergente - 1955-1980 - Rio de Janeiro, Editora Civilização Brasileira, 328 pp; 2ª. ed., São Paulo, Editora SENAC, 1999, 224 pp.
- 1987 – O Eixo Argentina-Brasil (O Processo de Integração da América Latina) – Brasília, Editora da Universidade de Brasília, 118 pp.
- 1985 – O Expansionismo Brasileiro (A Formação dos Estados na Bacia do Prata – Argentina, Uruguai e Paraguai - Da Colonização ao Império) -  Rio de Janeiro, Editora Philobiblion, 291 pp. –  2ª . ed., 1995, Editora Ensaio /Editora da Universidade de Brasília,  São Paulo, 246 pp. 3ª  ed., 1998, Editora Revan/Editora da Universidade de Brasília, Rio de Janeiro, 254.pp.
- _____ Trabalhismo e Socialismo no Brasil - A Internacional Socialista e a América Latina - São Paulo,  Editora Global, 56 pp;
- 1979 – Brizola e o Trabalhismo - Rio de Janeiro, Editora Civilização Brasileira, 1ª  e 2ª edições, 204 pp.
- _____ A Renúncia de Jânio Quadros e a Crise Pré-64 - São Paulo, Editora Brasiliense, 180 pp.
- 1975 – Cartéis e Desnacionalização (A Experiência Brasileira - 1964-1974) -  Rio de Janeiro, Editora Civilização Brasileira, 207 pp.;  2ª ,1975; 3ª ed., 1979
- 1977 – O Governo João Goulart - As Lutas Sociais no Brasil (1961-1964) - Rio de Janeiro, Editora Civilização Brasileira, 186 pp.;  2ª ed. dezembro de 1977, 3ª, 4ª e 5ª  ediçõe 1978; 6ª  ed. 1983; 7ª  ed. revista e aumentada, 320 pp. 2001.
- 1973 – Presença dos Estados Unidos no Brasil (Dois Séculos de História) - Rio de Janeiro, Editora Civilização Brasileira, 470 pp. 2ª  ed., 1979; 3ª ed. São Paulo, Editora SENAC 1998, 391 pp.
- 1967 – O Ano Vermelho - A Revolução Russa e seus Reflexos no Brasil - Rio de Janeiro, Editora Civilização Brasileira, 418 pp.;  2ª  ed., Editora Brasiliense, 1980.
- 1963 – O Caminho da Revolução Brasileira - Rio de Janeiro, Editora Melso, 187 pp.
- 1961 – O 24 de Agosto de Jânio Quadros - Rio de Janeiro, Editora Melso, 78 pp.
- 1960 – Retrato e Tempo (poemas) - Salvador, Livraria e Editora Progresso, 57 pp.
- 1956 – Verticais (poemas) - Rio de Janeiro, Serviço de Documentação do Ministério de Educação e Cultura, 44 pp.